# 乌海发电厂
39°19′05.66″N 106°51′26.61″E / 39.3182389°N 106.8573917°E
乌海发电厂又名海电、海勃湾电厂，是中国华能集团在内蒙古乌海市的一个火力发电厂，位于乌海市海南区拉僧庙镇，成立于1992年4月，总规划装机容量246万千瓦，目前装机容量为126万千瓦。

## 工程概况
- 一期2×10万千瓦[1]
- 二期2×20万千瓦[2]
- 三期2×33万千瓦[2]
- 四期2×60万千瓦[來源請求]

## 历史
- 1992年4月由内蒙古电力总公司、海勃湾矿务局、乌达矿务局、西卓子山水泥厂、武汉锅炉厂、内蒙古自治区信托投资公司、国家能源投资公司[來源請求]等7家法人机构发起组建海勃湾电力股份有限公司
- 1992年7月开始建设[1]
- 1993年4月一期2×10万千瓦机组开工建设
- 1994年2月18日1号机组投入商业运行
- 1994年3月25日二期工程2×20万千瓦机组及相应的电网配套工程开工
- 1994年8月2号机组投入运行
- 1995年、96年，3号机组和4号机组分别投产
- 2003年10月15日三期2×33万千瓦正式动工
- 2005年8月31日6号机组正式投入商业运行
- 2005年12月15日5号机组整日投入商业运行
- 2007年，实施“上大压小”的政策，电厂第一期停產[3]
- 2009年，透過子公司「海勃湾电力公司、蒙华海勃湾发电公司」擁有第一、二期的內蒙華電，向母公司北方联合电力收購乌海发电厂第三期的資產[2]
- 2012年，中国神华能源国华电力分公司、內蒙華電分別出售蒙华海勃湾发电40%、9%股權予内蒙古乌海化工[4] （乌海化工後來成為鸿达兴业子公司）
- 2015年，神华集团旗下的神华乌海能源，標售海勃湾电力公司少數（3.96%）股權[5] 同年內蒙華電董事會亦同意出售蒙华海勃湾发电[6]
- 2017年，內蒙華電出售蒙华海勃湾发电餘下51%股權予内蒙古海力售电[7]。

## 外部連結
- 华能—内蒙古海勃湾电厂[永久]
- 海勃湾发电厂6号机组正式投入商业运营[永久]
- 内蒙古海勃湾发电厂跨入百万电厂行列[永久]